# Let's Dance (film, 2019)
Pour les articles homonymes, voir Let's Dance.
Pour plus de détails, voir Fiche technique et Distribution.
Let’s Dance est une comédie dramatique co-écrite et réalisée par Ladislas Chollat, sortie en 2019. Elle raconte l'alliance inattendue du hip-hop et de la danse classique.

## Synopsis
Joseph, jeune danseur de hip-hop, décide de quitter l'entreprise d'artisan couvreur de son père pour participer à un concours de danse à Paris, les Masters of Hip-Hop. Avec sa copine Emma et son ami Karim, il parvient à trouver une place dans le crew de Youri. Mais alors que l'équipe parvient à se qualifier pour la finale du concours, une trahison d'Emma le conduit à abandonner la compétition. Hébergé par Rémi, l'ancien amant de sa mère décédée, il découvre le lieu dans lequel il travaille, une école de danse classique. Alors que celle-ci est en perte de vitesse, Rémi risque de perdre son poste de professeur s'il ne parvient pas à lui faire remonter la pente. Il a alors l'idée de mélanger le hip-hop et la danse classique pour aider Joseph à reprendre confiance en lui en tant que danseur et meneur. Il y fera la rencontre de Chloé, qui prépare le concours d'entrée au New York City Ballet.

## Fiche technique
Sauf indication contraire ou complémentaire, les informations mentionnées dans cette section peuvent être confirmées par la base de données Unifrance
- Titre original : Let's Dance
- Titre québécois : Let's Dance : Alors on danse !
- Réalisation : Ladislas Chollat
- Scénario : Ladislas Chollat[1] et Joris Morio
- Décors : Emmanuelle Roy
- Costumes : Jean-Daniel Vuillermoz
- Photographie : Philip Lozano
- Montage : Dimitri Amar
- Musique : Romain Trouillet
- Production : Raphaël Rocher ; Lionel Uzan (coproducteur)
- Sociétés de production : Empreinte Films ; Federation Entertainment et Pathé Films[1] (coproductions) ; SOFICA A+ Images 8, Indéfilms 6, LBPI 11 (en association avec)
- Société de distribution : Pathé Films ; Distri7 (Belgique), Pathé Films AG (Suisse romande)
- Budget : 5,6 millions d'euros
- Pays de production :  France
- Langue originale : français
- Format : couleur
- Genre : comédie dramatique et film de danse
- Durée : 109 minutes
- Dates de sortie :
  - Belgique : 12 mars 2019 (avant-première à Bruxelles) ; 27 mars 2019 (sortie nationale)
  - France, Suisse romande[1] : 27 mars 2019

## Distribution
- Rayane Bensetti : Joseph
- Alexia Giordano : Chloé
- Guillaume de Tonquédec : Rémi, le beau-père de Joseph
- Mehdi Kerkouche : Karim
- Fiorella Campanella : Emma
- Brahim Zaibat : Youri
- Florence Pernel : Laurence
- Line Renaud : Nicole
- Magdalena Malfray : Lucie
- Laura Defretin : Juliette
- Mwendwa Marchand : Nadia
- Nicolas Huchard : Max
- Julien Ramade : Dorian
- François Feroleto : Roman, le père de Joseph

## Production

### Developpement et genèse
Les producteurs Raphaël Rocher et Lionel Uzan proposent au metteur en scène Ladislas Chollat de faire un film de danse, un genre rarement tourné en France, au vu que ce dernier faisait de la mise en scène « très cinématographique » et qu’il voulait « faire du cinéma ».

### Tournage
Le tournage débute le 16 avril 2018 à Paris, dont sous La Canopée du quartier des Halles, et se termine huit semaines après, en juin 2018,. Ladislas Chollat ne cache pas ses difficultés à « filmer la danse, (…) car on est dans le mouvement en permanence ».
La danse classique et le hip-hop est travaillée par la chorégraphe Marion Motin, qui a déjà dirigé les danses pour Stromae et Christine and the Queens.

## Accueil

### Box-office
| Pays ou région | Box-office      | Date d'arrêt du box-office | Nombre de semaines |
| -------------- | --------------- | -------------------------- | ------------------ |
| France         | 391 707 entrées | 8 mai 2019                 | 6                  |
| Total mondial  | 2 790 081 $     | -                          | -                  |